# 安哥拉鸫鹛
安哥拉鸫鹛（学名：Turdoides hartlaubii），是画眉科鸫鹛属的一种，分布于纳米比亚、安哥拉、赞比亚、坦桑尼亚、津巴布韦、刚果民主共和国、布隆迪、卢旺达和博茨瓦纳。全球活动范围约为1,700,000平方千米。该物种的保护状况被评为无危。
安哥拉鸫鹛的平均体重约为84.8克。栖息地包括亚热带或热带的（低地）湿润疏灌丛、亚热带或热带的湿润低地林、亚热带或热带的高海拔疏灌丛、湿地、干燥的稀树草原和乡村花园。